# 荻窪郵便局

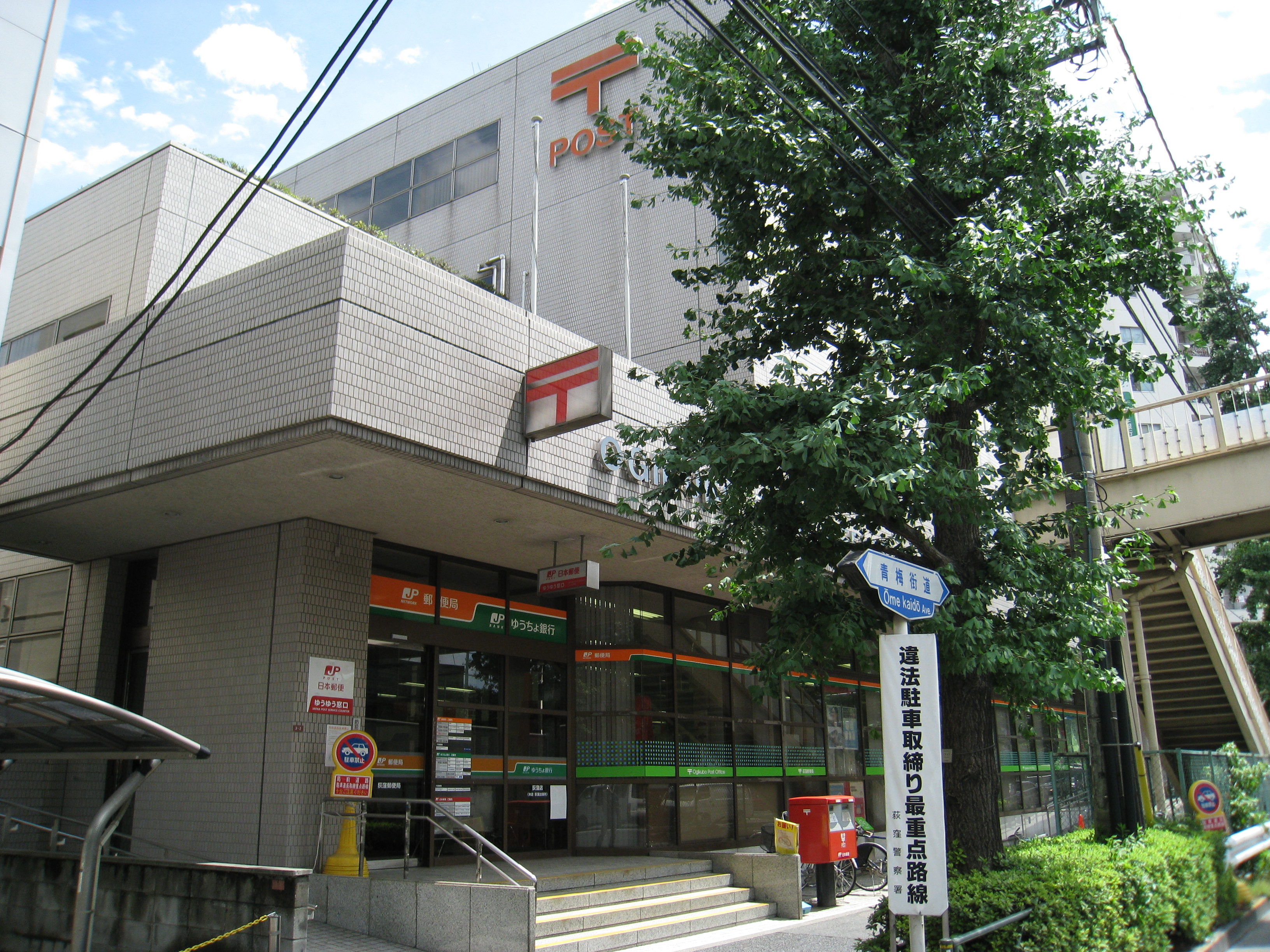
上記写真と反対側の入口

荻窪郵便局（おぎくぼゆうびんきょく）は、東京都杉並区にある郵便局。民営化前の分類では集配普通郵便局であった。

## 概要
住所：〒167-8799 東京都杉並区桃井二丁目3番2号

### 併設施設
- ゆうちょ銀行荻窪店（本店荻窪出張所）：取扱店番号000600

### 分室
現在はなし。過去に存在した分室は以下のとおり。
- 保険分室 - 1952年（昭和27年）に廃止。
- 小包分室 - 2007年（平成19年）に廃止。ただし建物はゆうパックセンター作業所として存続している。

### 作業所
- ゆうパックセンター作業所（01622）[1] - 住所：〒167-0035 東京都杉並区今川2-5-1
  - 2007年（平成19年）に設置。廃止された小包分室の建物を使用している。
  - 窓口では不在留置ゆうパックの受け取りのみを行う。引き受けは行わない。

## 沿革
- 1936年（昭和11年）12月11日 - 開局。
- 1952年（昭和27年）12月22日 - 保険分室を廃止[2]。
- 1953年（昭和28年）1月 - 局舎新築落成。
- 1958年（昭和33年）6月1日 - 電話通話および国内和文、欧文電報受付ならびに国際電報受付事務の取扱を開始。
- 1987年（昭和62年）2月 - 局舎落成。
- 1997年（平成9年）6月23日 - 外国通貨の両替および旅行小切手の売買に関する業務取扱を開始。
- 2007年（平成19年）10月1日 - 民営化に伴い、併設された郵便事業荻窪支店、ゆうちょ銀行荻窪店に一部業務を移管。
- 2010年（平成22年）11月15日 - 不在留置ゆうパックの受け取りを郵便事業荻窪支店から郵便事業荻窪支店ゆうパックセンター作業所に変更。
- 2012年（平成24年）10月1日 - 日本郵便株式会社の発足に伴い、郵便事業荻窪支店を荻窪郵便局に統合。
- 2016年（平成28年）8月8日 - ゆうゆう窓口の24時間営業を廃止。

## 取扱内容

### 荻窪郵便局
- 郵便、印紙、ゆうパック、内容証明
- 生命保険、バイク自賠責保険、自動車保険
- 杉並区内の一部地域（〒167-xxxx）の集配業務
- ゆうゆう窓口

### ゆうちょ銀行荻窪店
- 貯金、貸付、為替、振替、振込、国際送金、外貨両替、国債、投資信託、変額年金保険
- ATM

## 周辺
- 杉並アニメーションミュージアム
- 荻窪警察署
- 杉並区立桃井第一小学校
- 善福寺川

## アクセス
- JR中央本線、東京メトロ丸ノ内線 荻窪駅（北口）から徒歩約17分
- 関東バス、西武バス 八丁停留所下車
- 青梅街道沿い
- 駐車場なし